# Championnats du monde de pelote basque 1978
Navigation
Montevideo 1974 Mexico 1982
Les championnats du monde de pelote basque 1978, 8ème édition des championnats du monde de pelote basque, ont lieu du 1er au 10 septembre 1978 à Biarritz, Bayonne et Saint-Pierre-d'Irube, en France. 
Organisés par la Fédération internationale de pelote basque, ils réunissent 9 nations qui se disputent 12 titres mondiaux. 
L'Espagne domine cette huitième édition.

## Organisation

### Nations participantes
Neuf nations prennent part à ce huitième championnat du monde: 
| - Argentine - Chili - Espagne (38) | - États-Unis - France - Italie (4) | - Mexique (14) - Uruguay - Vénézuela (7) |

### Lieux de compétition
Cinq lieux accueillent les compétitions:
- le Trinquet moderne et le trinquet de la ZUP à Bayonne: pour toutes les compétitions de trinquet
- le fronton de Saint-Pierre-d'Irube et le fronton Plaza-Berri à Biarritz: main nue (individuel et par équipes), paleta gomme, paleta cuir,  pala corta et frontennis
- Fronton Euskal-Jaï à Biarritz: pala larga et cesta punta

### Épreuves et inscriptions
| Spécialités          | Spécialités                    | Nations inscrites      | Nations inscrites | Nations inscrites    | Nations inscrites      | Nations inscrites    | Nations inscrites   | Nations inscrites  | Nations inscrites    | Nations inscrites    |
| Spécialités          | Spécialités                    | Drapeau de l'Argentine | Drapeau du Chili  | Drapeau de l'Espagne | Drapeau des États-Unis | Drapeau de la France | Drapeau de l'Italie | Drapeau du Mexique | Drapeau de l'Uruguay | Drapeau du Venezuela |
| -------------------- | ------------------------------ | ---------------------- | ----------------- | -------------------- | ---------------------- | -------------------- | ------------------- | ------------------ | -------------------- | -------------------- |
| Trinquet             | Pelote à main nue (individuel) |                        |                   | ●                    | ●                      | ●                    |                     |                    | ●                    |                      |
| Trinquet             | Pelote à main nue (par équipe) |                        |                   | ●                    | ●                      | ●                    |                     |                    | ●                    |                      |
| Trinquet             | Paleta, pelote de cuir         | ●                      |                   | ●                    | ●                      | ●                    |                     |                    | ●                    |                      |
| Trinquet             | Paleta, pelote de gomme        | ●                      | ●                 | ●                    | ●                      | ●                    |                     |                    | ●                    |                      |
| Trinquet             | Xare                           | ●                      |                   | ●                    |                        | ●                    |                     |                    | ●                    |                      |
| Fronton de 30 mètres | Paleta, pelote de gomme        | ●                      | ●                 | ●                    | ●                      | ●                    |                     | ●                  | ●                    |                      |
| Fronton de 30 mètres | Frontenis, pelote de gomme     | ●                      |                   | ●                    | ●                      | ●                    |                     | ●                  | ●                    |                      |
| Fronton de 36 mètres | Pelote à main nue (individuel) |                        |                   | ●                    | ●                      | ●                    |                     | ●                  |                      | ●                    |
| Fronton de 36 mètres | Pelote à main nue (par équipe) |                        |                   | ●                    | ●                      | ●                    |                     | ●                  |                      | ●                    |
| Fronton de 36 mètres | Grosse pala (Pala corta)       | F                      |                   | ●                    |                        | ●                    |                     | ●                  |                      |                      |
| Fronton de 36 mètres | Paleta, pelote de cuir         | ●                      |                   | ●                    | ●                      | ●                    |                     | ●                  |                      |                      |
| Fronton de 54 mètres | Cesta punta                    |                        |                   | ●                    | ●                      | ●                    | ●                   | ●                  |                      |                      |

### Déroulement des compétitions
- Le règlement impose que tous les terrains de jeu soient couverts; cela n'avait pas été le cas lors de la précédente édition et avait conduit certaines parties à ne pas pouvoir être disputées avant la fin de la compétition
- Les joueurs de l'équipe des États-Unis ont payé personnellement leurs billets d'avion[3]
- Treize des joueurs de l'équipe américaine sont des joueurs français ou espagnols éxilés aux États-Unis: Sauveur Bidart (natif d'Iholdy), Jean Iriaborde (d'Armendaritz), Pierre Uharriete (d'Urepel), Jean-Pierre, Xavier et Peyo Apecetche (de Saint-Jean-Pied-de-Port), Bernard Iribarren, Jean Pierre Andola et Bernard Andurein (d'Ossès), Amédée Ireiy (d'Irouléguy), André Larre (de Villefranque) et enfin Coche Recondo et Firmin Erro (de Valcarlos)[3]
- Le bilan comptable du comité d'organisation présentera au 18 novembre 1978 un solde bénéficiaire de près de 79 000 francs (914 000 francs de recettes pour 835 000 francs de dépenses)[4]

## Palmarès
| Épreuves                       | Or                                                        | Argent                                                   | Bronze                                             |
| ------------------------------ | --------------------------------------------------------- | -------------------------------------------------------- | -------------------------------------------------- |
| Trinquet                       |                                                           |                                                          |                                                    |
| Pelote à main nue (individuel) | France- Joseph Dargel                                     | Uruguay- Carlos Iraizos                                  | États-Unis- Sauveur Bidart                         |
| Pelote à main nue (par équipe) | France- Joseph Bereau - Jean-Jacques Housset              | Espagne- Domingo Echandi - Juan Bautista Echeveste       | Uruguay- Castillo - Paz                            |
| Paleta, pelote de cuir         | Uruguay- Cesar Bernal - Nestor Iroldi                     | Argentine- Aarón Sether - Ricardo Bizzozero              | France- Jean-Pierre Alexandre - Charles Sallaberry |
| Paleta, pelote de gomme        | Argentine- Alejandro Tarducci - Rodolfo Bazán             | Uruguay- Martinez - Iroldi                               | France- Firmin Elduaye - Francis Dibarrart         |
| Xare                           | Argentine- Héctor Leyenda - Ricardo Bizzozero             | France- André Léon - Adrien Camino                       | Uruguay- Posé - Alfieri                            |
| Fronton de 30 mètres           |                                                           |                                                          |                                                    |
| Paleta, pelote de gomme        | Argentine- Ángel Armas - Carlos Jaunarena                 | Mexique- José Becerra - José Luis Flores                 | Chili- José Antonio Córdoba - Baldomero Sáez       |
| Frontenis, pelote de gomme     | Mexique- Jorge Marron - Carlos Chavez                     | Argentine- Héctor - Porcio                               | Espagne- Fité - Suárez                             |
| Fronton de 36 mètres           |                                                           |                                                          |                                                    |
| Pelote à main nue (individuel) | Espagne- Jexus Andueza Mendizabal (Andueza VI)            | France- Joseph-Marie Zubizarreta                         | Mexique- Vazquez                                   |
| Pelote à main nue (par équipe) | Espagne- Rico III - José Luís (Pepe) Martínez             | France- Jean-Pierre Diribarne - Joseph-Marie Zubizarreta | Mexique- Rosendo Izquierdo - Alfonso Izquierdo     |
| Paleta, pelote de cuir         | Mexique- Manuel Beltrán - José Antonio Musi               | Argentine- H. Leyenda - R. Bizzozero                     | France- J. P. Milhet - Joseph Ithoïz               |
| Grosse pala (Pala corta)       | Espagne- Alberto Ancizu - Manuel Ezponda Iraola           | Mexique- Hernandez - José Antonio Musi                   | France- Henri Labat - Jean Talgorne                |
| Fronton de 54 mètres           |                                                           |                                                          |                                                    |
| Cesta punta                    | Espagne- Iñaki Aperribay - Aitor Totorikagüena (Totorica) | Mexique- Aquilès Elorduy - Eduardo Elorduy               | France- Lilou Echeverria - Bernard Irigaray        |

## Tableau des médailles
| Rang  | Nation     | Or | Argent | Bronze | Total |
| ----- | ---------- | -- | ------ | ------ | ----- |
| 1     | Espagne    | 4  | 1      | 1      | 6     |
| 2     | Argentine  | 3  | 3      | 0      | 6     |
| 3     | France     | 2  | 3      | 5      | 10    |
| 4     | Mexique    | 2  | 3      | 2      | 7     |
| 5     | Uruguay    | 1  | 2      | 2      | 5     |
| 6     | Chili      | 0  | 0      | 1      | 1     |
| 6     | États-Unis | 0  | 0      | 1      | 1     |
| Total | Total      | 12 | 12     | 12     | 36    |